# Leonard Goldberg
Leonard Goldberg (New York, 24 gennaio 1934 – Los Angeles, 4 dicembre 2019) è stato un produttore televisivo e produttore cinematografico statunitense.

## Biografia
Proprietario di una propria casa di produzione, la Mandy Films, è stato il capo dei palinsesti alla ABC negli anni '70 e presidente della 20th Century Fox negli anni '80.
In campo televisivo, ha prodotto molti film e serie di successo. Tra i primi vanno ricordati soprattutto La canzone di Brian (prodotto per la Screen Gems), vincitore di quattro premi Emmy, The Boy in the Plastic Bubble che lanciò John Travolta e Il segreto di Amelia, film televisivo sul tema dell'incesto vincitore di due Golden Globe (Migliore attore a Ted Danson e Migliore film televisivo) e di un premio a Randa Haines al Festival di Locarno. Tra le serie tv, Goldberg ha condiviso spesso il successo con Aaron Spelling, producendo tra le altre Charlie's Angels, Cuore e batticuore, Starsky & Hutch, Fantasilandia e In casa Lawrence. Oltre ad aver prodotto il remake televisivo delle Charlie's Angels nel 2011, a partire dal 2010 fino alla sua scomparsa si era impegnato nella produzione della serie Blue Bloods.
Per il grande schermo, Goldberg ha prodotto successi come Wargames - Giochi di guerra, A letto con il nemico, Colpevole d'innocenza e i film tratti proprio da Charlie's Angels. Durante la sua presidenza alla 20th Century Fox, alla fine degli anni '80, gli studios di Century City hanno prodotto film come Dentro la notizia - Broadcast News, Big, Die Hard - Duri a morire, Wall Street e Una donna in carriera.
Nel 2007, gli è stata dedicata una stella sul famoso Hollywood Walk of Fame.

## Filmografia

### Televisione

#### Film per la tv
- The Daughters of Joshua Cabe (1972) – produttore esecutivo
- Compagni di viaggio (No Place to Run, 1972) – produttore esecutivo
- Say Goodbye, Maggie Cole (1972) – produttore
- The Bounty Man (1972) – produttore
- Natale con i tuoi (Home for the Holidays, 1972) – produttore esecutivo
- Every Man Needs One (1972) – produttore esecutivo
- A Cold Night's Death (1973) – produttore esecutivo
- Snatched (1973) – produttore esecutivo
- The Great American Beauty Contest (1973) – produttore esecutivo
- The Letters (1973) – produttore esecutivo
- The Bait (1973) – produttore esecutivo
- Satan's School for Girls (1973) – produttore
- Hijack! (1973) – produttore
- Letters from Three Lovers (1973) – produttore
- Un affare di cuore (The Affair, 1973) – produttore esecutivo
- The Death Squad (1974) – produttore
- The Girl Who Came Gift-Wrapped (1974) – produttore
- Cry Panic (1974) – produttore
- Savages (1974) – produttore
- Death Sentence (1974) – produttore
- Hit Lady (1974) – produttore
- Death Cruise (1974) – produttore
- Only with Married Men (1974) – produttore esecutivo
- The Fireman's Ball (1974) – produttore esecutivo
- The Daughters of Joshua Cabe Return (1975) – produttore esecutivo
- The Fireman's Ball (1975) – produttore esecutivo
- Murder on Flight 502 (1975) – produttore esecutivo
- The Legend of Valentino (1975) – produttore
- One of My Wives is Missing (1976) – produttore esecutivo
- The New Daughters of Joshua Cabe (1976) – produttore esecutivo
- Death at Love House (1976) – produttore esecutivo
- 33 Hours in the Life of God 1976) – produttore
- The Sad and Lonely Sundays (1976) – produttore esecutivo
- The Boy in the Plastic Bubble (1976) – produttore esecutivo
- Little Ladies of the Night (1977) – produttore esecutivo
- Delta County, U.S.A. (1977) – produttore esecutivo
- Beach Patrol (1979) – produttore esecutivo
- Blue Jeans (1980) – produttore esecutivo
- This House Possessed (1981) – produttore esecutivo
- Fantasies (1982) – produttore esecutivo
- Paper Dolls (1982) – produttore esecutivo
- Deadly Lessons (1983) – produttore esecutivo
- Quelle strane voci su Amelia (Something About Amelia, 1984) – produttore esecutivo
- Sins of the Past (1984) – produttore esecutivo
- Royal Match (1985) – produttore esecutivo
- Beverly Hills Cowgirl Blues (1985) – produttore
- Alex: The Life of a Child (1986) – produttore esecutivo
- Home (1987) – produttore esecutivo
- Love Letters (1999) – produttore esecutivo
- Runaway Virus - La piaga del millennio (Runaway Virus, 2000) - produttore esecutivo
- Assemblaggio cruciale (Critical Assembly, 2002) – produttore esecutivo
- Limelight (2009) – produttore esecutivo
- Untitled Paul Attanasio Project (2018) – produttore esecutivo

#### Serie tv
- Firehouse Squadra 23 (Firehouse, 1974) – produttore esecutivo
- Chopper One (1974, 1 episodio) - produttore esecutivo
- A tutte le auto della polizia (The Rookies, 92 episodi, 1972-1976) – produttore esecutivo
- S.W.A.T. - Squadra Speciale Anticrimine (31 episodi, 1975-1976, produttore/2 episodi, 1975, produttore esecutivo)
- Starsky & Hutch (92 episodi, 1975-1979) – produttore esecutivo
- Ore 17 - Quando suona la sirena (1980, 1 episodio) - produttore esecutivo
- In casa Lawrence (Family, 86 episodi, 1976-1980) – produttore esecutivo
- Charlie's Angels (109 episodi, 1976-1981, produttore esecutivo/1 episodio, 1976, produttore)
- Gavilan (6 episodi, 1982-1983) – produttore esecutivo
- Fantasilandia (Fantasy Island, 153 episodi, 1978-1984, produttore esecutivo/1 episodio, 1977, produttore)
- Cuore e batticuore (Hart to Hart, 111 episodi, 1979-1984) – produttore esecutivo
- Il profumo del successo (Paper Dolls, 13 episodi, 1984) – produttore esecutivo
- T.J. Hooker (91 episodi, 1982-1986) – produttore esecutivo
- The Cavanaughs (1 episodio, 1988) - produttore esecutivo
- Class of '96 (1993) - produttore esecutivo
- Charlie's Angels (8 episodi, 2011) – produttore esecutivo
- Blue Bloods (208 episodi, 2010-2019) – produttore esecutivo

### Cinema
- California poker (California Split, 1974) – produttore esecutivo
- Baby Blue Marine (1976) - produttore
- Gli orsi interrompono gli allenamenti (The Bad News Bears in Breaking Training, 1977) – produttore esecutivo
- All Night Long (1981) – produttore
- Wargames - Giochi di guerra (Wargames, 1983) – produttore esecutivo
- Space Camp - Gravità zero (SpaceCamp, 1986) – produttore esecutivo
- A letto con il nemico (Sleeping with the Enemy, 1991) – produttore
- Il distinto gentiluomo (The Distinguished Gentleman, 1992) – produttore
- Aspen - Sci estremo (Aspen Extreme, 1993) – produttore
- Colpevole d'innocenza (Double Jeopardy, 1999) – produttore
- Charlie's Angels (2000) – produttore
- Charlie's Angels - Più che mai (Charlie's Angels Full Throttle, 2003) – produttore
- Unknown - Senza identità (Unknown, 2011) – produttore
- Charlie's Angels (2019) - produttore